# Pieczewo

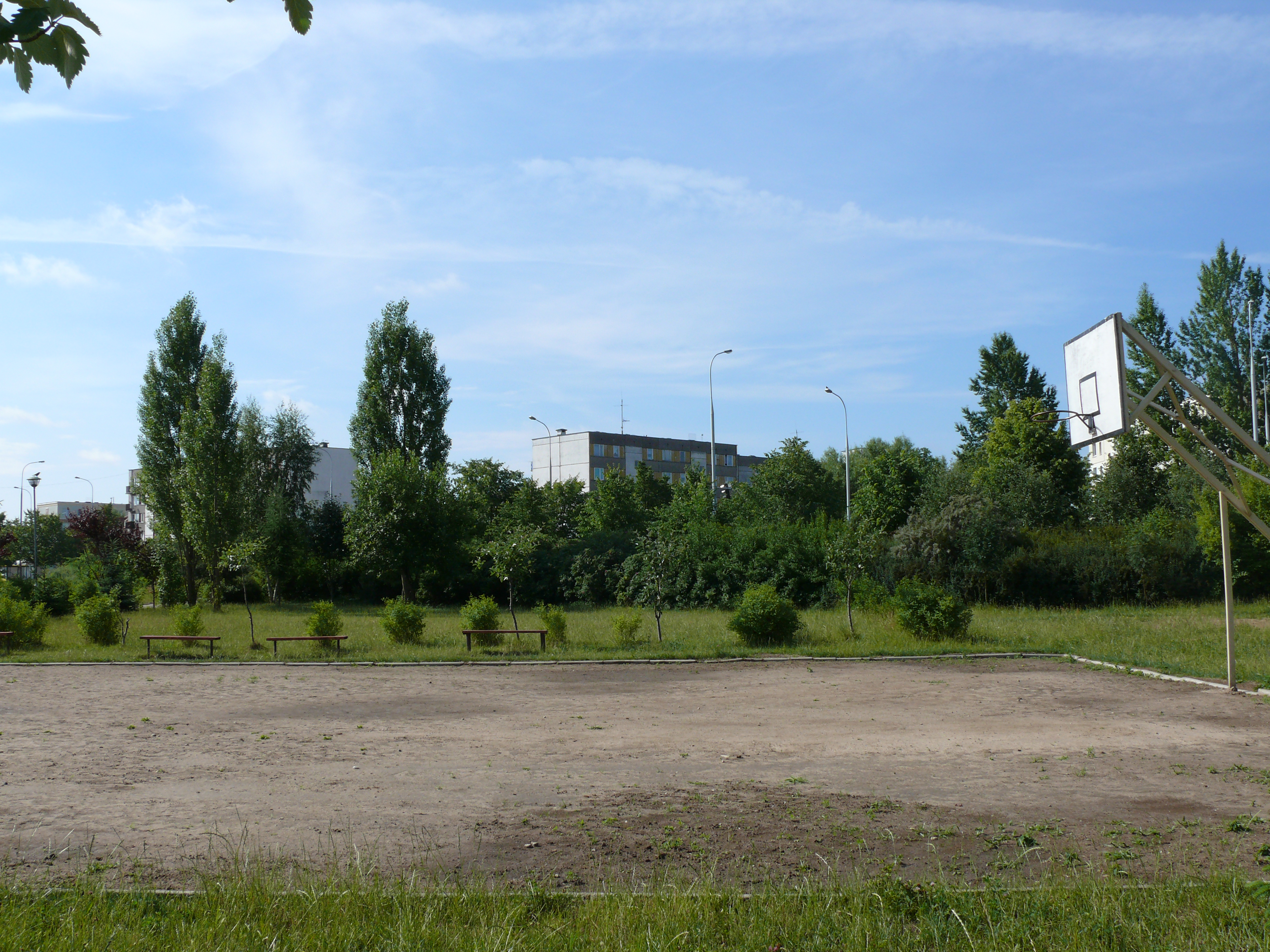
Boisko do koszykówki przy Gimnazjum nr 13

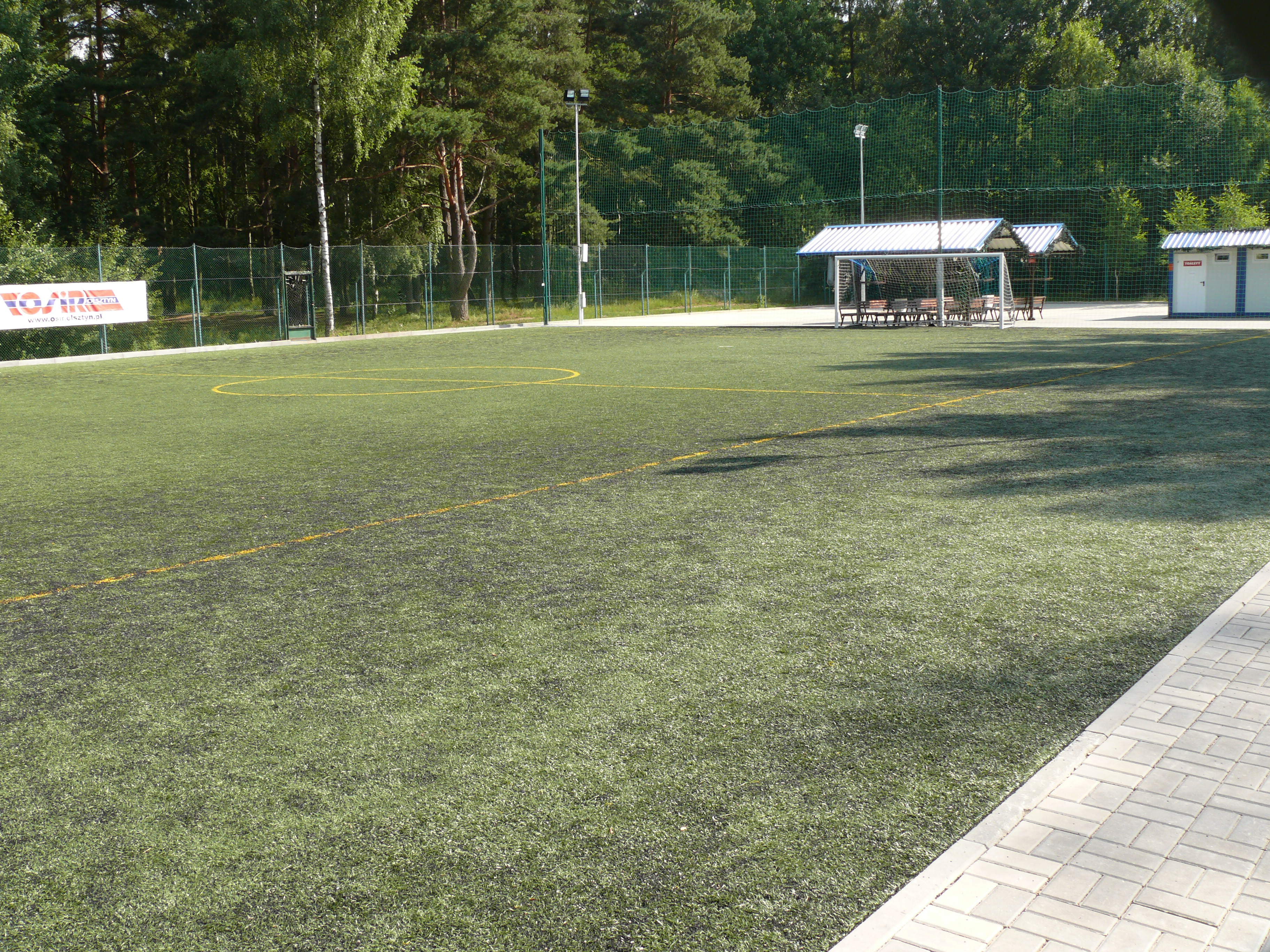
Boisko do piłki nożnej na Pieczewie

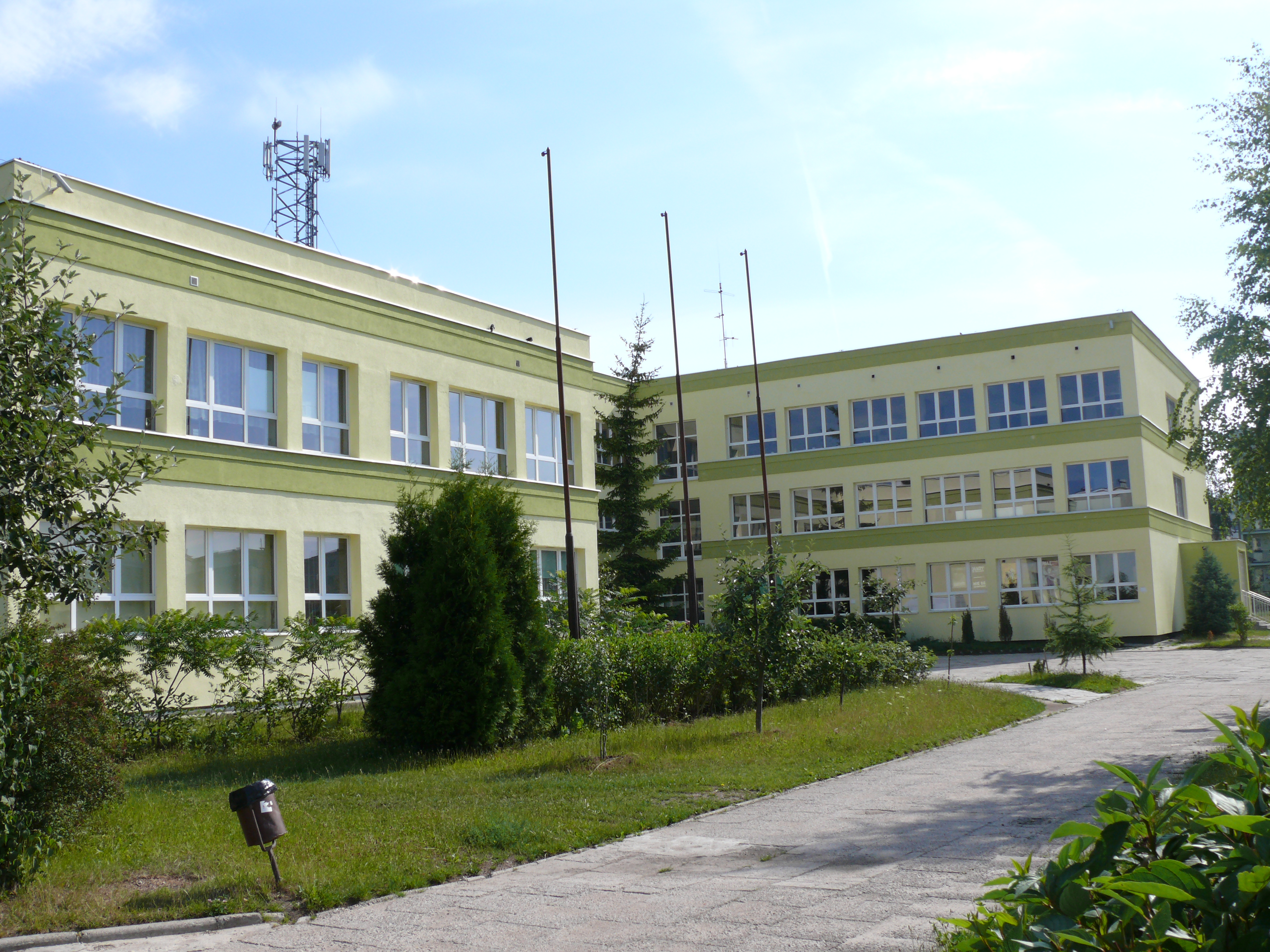
Gimnazjum nr 13 im. Huberta Wagnera

Pieczewo (niem. Stolzenberg) – osiedle (jednostka pomocnicza gminy), będące częścią oficjalnego podziału administracyjnego Olsztyna, znajdujące się w południowo-wschodniej części miasta.
Pieczewo podlega dwóm parafiom: pw. błogosławionego Stefana Wyszyńskiego i Matki Boskiej Fatimskiej, które położone są na sąsiedniej dzielnicy Jaroty.

## Granice osiedla
- od północy: granica przebiega w kierunku południowo-wschodnim od ul. Ignacego Krasickiego (na wysokości ul. Melchiora Wańkowicza) po naturalnych granicach terenowych (miedze, drogi polne) do granic miasta Olsztyna i graniczy z południową stroną osiedla Mazurskiego.
- od wschodu: granicę stanowi granica miasta Olsztyna.
- od południa: granicę stanowi granica miasta Olsztyna.
- od zachodu: granica przebiega w kierunku północnym ulicą Kubusia Puchatka od granicy miasta  Olsztyna  do  zbiegu  ul. W. Witosa  i  I. Krasickiego, a następnie ul. I. Krasickiego i graniczy ze wschodnią stroną osiedli Jaroty i Nagórki

## Historia osiedla
Pierwsze bloki powstały w 1982 roku. Szkoła podstawowa nr 33 powstała w 1990 roku. Na obrzeżach Pieczewa ciągle powstają nowe bloki i domy jednorodzinne.

## Komunikacja
- Ulice

Główną ulicą osiedla jest ul. bp. T. Wilczyńskiego, rozpoczynająca swój bieg przy pętli autobusowej oraz łącząca Pieczewo z sąsiednim osiedlem Jaroty. Wzdłuż osiedla biegnie ul. Krasickiego, będąca główną arterią, łączącą Pieczewo z centrum miasta. Szereg międzyosiedlowych dróg tworzą ulice: Jeziołowicza, Bolesława Sobocińskiego, Władysława Gębika, Żurawskiego i Balbiny Świtycz-Widackiej. Na terenie osiedla znajdują się 2 sygnalizacje świetlne; na skrzyżowaniu ulic Wilczyńskiego/Krasickiego oraz na ul. Wilczyńskiego na wysokości Gimnazjum nr 13.
- Komunikacja miejska

Na terenie osiedla znajduje się obecnie 1 pętla autobusowo-tramwajowa. Przez teren osiedla przebiegają trasy 3 linii autobusowych dziennych (116, 130, 307) oraz autobusowej linii nocnej N1. Nieopodal, ulicą Krasickiego, przebiegają również trasy autobusów 117, 121, 126, 127, 131, 141, 205 oraz 303. Przez osiedle przebiegają również 2 linie tramwajowe (4, 5). Pierwszy autobus MPK pojawił się na Pieczewie w latach 80. Był to pojazd linii numer 17, jeżdżącej wówczas przez pętlę w Pieczewie. W roku 2005 w wyniku zmiany tras linii MPK Olsztyn na pętlę zaczęły dojeżdżać nowe autobusy, między innymi linii 13. Do końca roku 2023 na pętlę w Pieczewie dojeżdżały także linie autobusowe 113 oraz 120.

## Handel i usługi
Na terenie osiedla działa osiedlowy bazarek oraz szereg sklepów spożywczych. Poza tym działają również: Poczta Polska, zakład fryzjerski oraz solaria. Przy drodze wyjazdowej w kierunku centrum miasta znajduje się Olsztyńskie Centrum Handlowe z hipermarketem spożywczym Carrefour.

## Edukacja
- Szkoła podstawowa nr 33 im. Funduszu Narodów Zjednoczonych na rzecz dzieci UNICEF.
- Miejska Biblioteka Publiczna Filia nr 13 w Olsztynie.
- Przedszkole Miejskie Nr 9
- Przedszkole PATRYK

## Ważniejsze obiekty
- Przychodnia Dziecięca
- Bazar Handlowy
- Olsztyńskie Centrum Handlowe (hipermarket Carrefour)
- Lodowisko w okresie zimowym
- Radiowo-Telewizyjne Centrum Nadawcze Olsztyn/Osiedle Pieczewo